# Zadnia Giewoncka Baszta

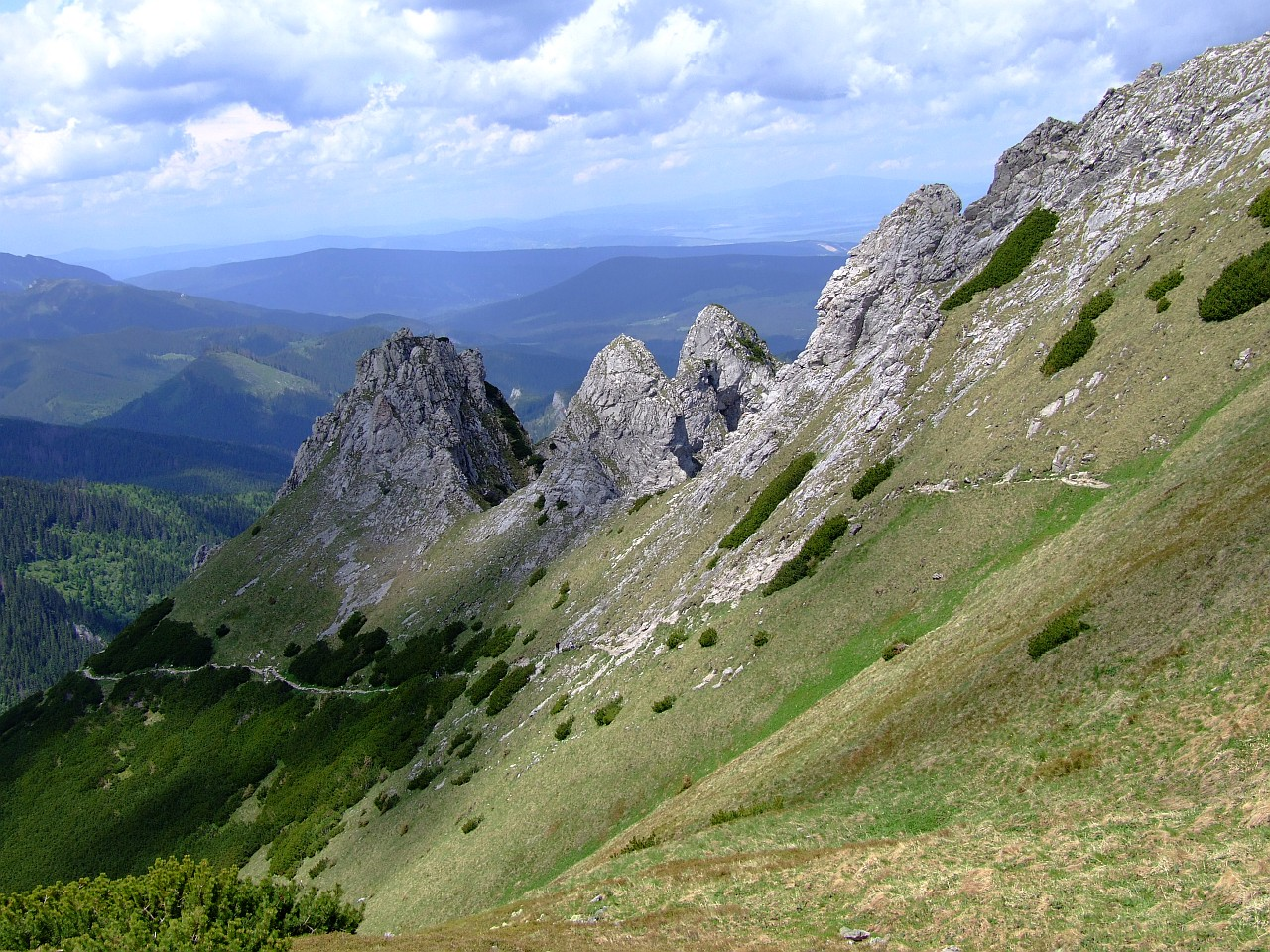
Zadnia Giewoncka Baszta pierwsza z lewej strony

Zadnia Giewoncka Baszta – jedna z turni w Małym Giewoncie w Tatrach Zachodnich. Jak cały masyw Małego Giewontu zbudowana jest ze skał osadowych – wapieni i dolomitów. Znajduje się pomiędzy Zadnim Giewonckim Karbikiem a Skrajnym Giewonckim Karbikiem. Wschodnie ściany opadają do Żlebu Kirkora, południowo-zachodnie do Doliny Małej Łąki w okolicach przełęczy Siodło.
W 1908 r. w rejonie Małego Giewontu wspinał się Mieczysław Karłowicz, jeszcze wcześniej Karol Potkański, nie pozostawili jednak opisów dróg wspinaczkowych. W latach 90. XX wieku wspinał się tutaj Władysław Cywiński i inni taternicy. Na Zadnią Giewoncką Basztę Cywiński wchodził z obydwu oddzielających ją od grani przełączek. Ocenił wejścia w skali trudności UIAA na I-III stopień. Obecnie jest to jednak rejon zamknięty dla wspinaczki.
Południowo-zachodnim stokiem Zadniej Giewonckiej Baszty prowadzi czerwono znakowany szlak turystyczny z Przełęczy w Grzybowcu na Wyżnią Kondracką Przełęcz.

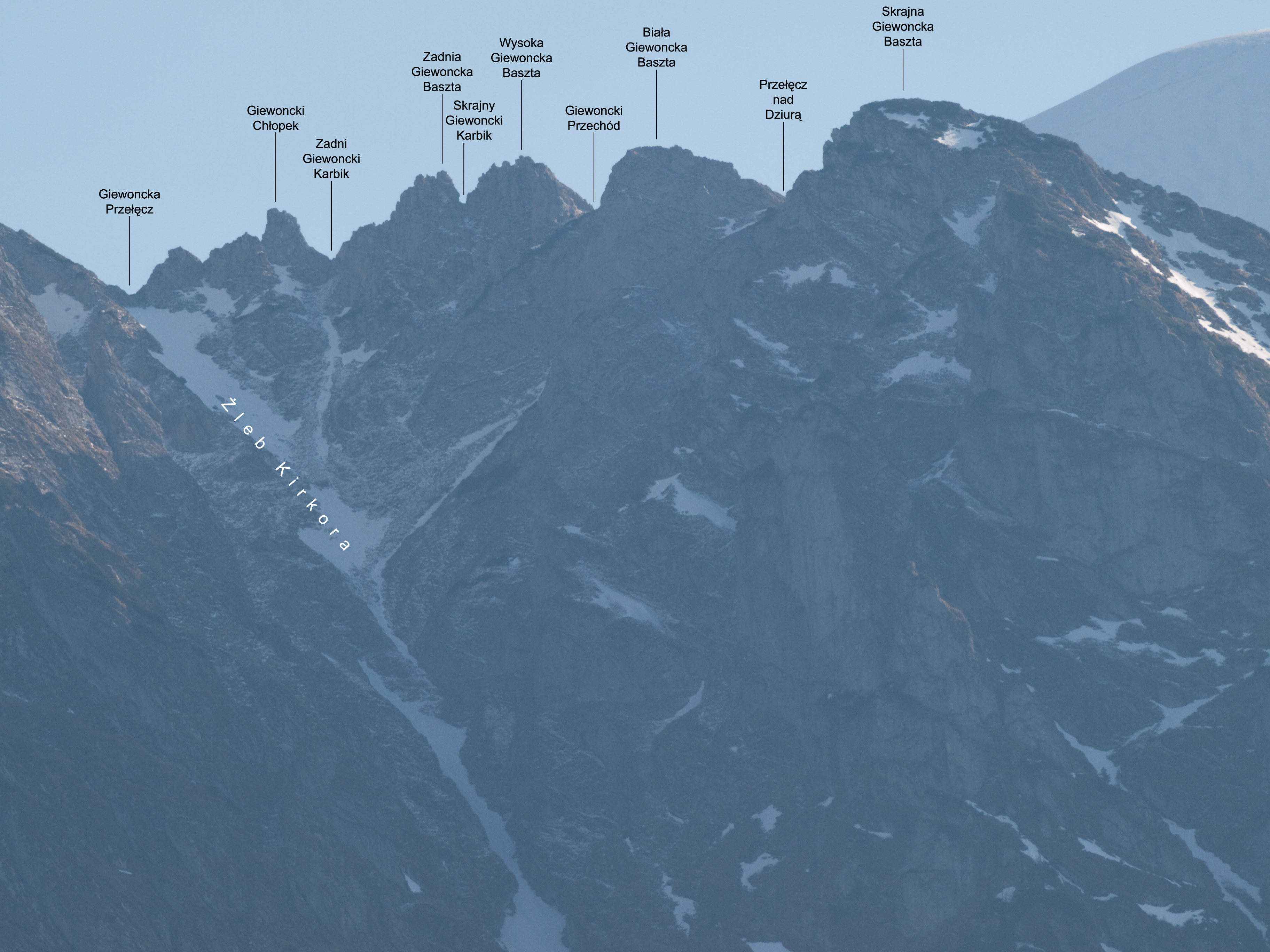
Widok na Mały Giewont od północnej strony